# Art film
Art film je obično ozbiljni, nekomercijalni nezavisno producirani film ili film na stranom jeziku koji može posjedovati ove kvalitete, ali može biti snimljen i od strane velike kompanije na njezinom domaćem teritoriju i doživjeti popularnost. Može biti usmjeren na posebno ciljanu publiku, a ne na onu masovnu, ili korištenje titlova u filmovima na stranom jeziku može ograničiti zanimanje publike.
Filmski kritičari i filmski stručnjaci obično definiraju "art film" koristeći "...filmski kanon i takve formalne kvalitete koje ih označavaju kao različite od mainstream hollywoodskih filmova." Povjesničar filma David Bordwell tvrdi da je "art kinematografija sama po sebi [filmski] žanr, sa svojim vlastitim konvencijama." Producenti art filma obično svoje filmove prezentiraju u posebnim kinima (repertoarnim kinima, ili u SAD-u "arthouse kinima") i filmskim festivalima. Pojam "art film" puno se više koristi u Sjedinjenim Državama nego u Europi, gdje je pojam "art film" više povezan s "autorskim" filmovima i "nacionalnom kinematografijom".
Domaći art filmovi ciljaju na posebnu malobrojnu publiku, što znači da rijetko mogu osigurati financijski okvir koji će omogućiti veliki produkcijski budžet, skupe specijalne efekte, slavne glumce ili velike marketinške kampanje, što je karakteristično za blockbustere namijenjene širokom krugu gledatelja. Redatelji art filmova u takvim okolnostima stvaraju drugačiji tip filma, u kojem se obično koriste manje poznati glumci (ili čak glumci amateri) i jeftiniji setovi kako bi se snimili filmovi koji će se fokusirati na sekvence dijaloga. Za promociju, art filmovi se oslanjaju na publicitet koji se stječe u recenzijama filmskih kritičara, diskusijama umjetničkih kolumnista, komentatora i blogera o filmu i usmenoj promociji od strane članova publike. Kako art filmovi imaju niske troškove produkcije, moraju privući samo mali udio publike kako bi postali financijski isplativi.

## Povijest
Među pionirska djela art filma ubrajaju se Netrpeljivost (1916.) D. W. Griffitha i radovi Sergeja Ejzenštejna. Na art filmove svoj su utjecaj izvršili filmovi španjolskih avangardnih umjetnika kao što su Luis Buñuel i Salvador Dali te Jean Coctaeu. U dvadesetima, filmska su društva počela zagovarati tezu da se filmovi mogu podijeliti na "...zabavne filmove usmjerene na masovnu publiku i ozbiljne umjetničke filmove namijenjene intelektualnoj publici". U Engleskoj, Alfred Hitchcock i Ivor Montagu su osnovali Filmsko društvo i uvozili filmove koje su smatrali "umjetničkim postignućima", kao što su "sovjetski filmovi dijalektičke montaže, te ekspresionističke filmove studija Universum Film A.G. (UFA) iz Njemačke."
Cinema pur, francuski avangardni filmski pokret dvadesetih i tridesetih također je izvršio utjecaj na ideju "art filma". Pokret je uključivao dadaističke umjetnike, kao što su Man Ray, Rene Clair i Marcel Duchamp. Dadaisti su koristili filmove kako bi srušili tradicionalne pripovjedačke tehnike i buržujske konvencije, te tradicionalne aristotelijanske pojmove vremena i prostora osmišljavajući fleksibilnu montažu vremena i prostora. Pure Cinema bio je pod utjecajem njemačkih "apsolutističkih" redatelja kao što su Hans Richter, Walter Ruttman i Viking Eggeling.
U tridesetima i četrdesetima, hollywoodski filmovi mogli su se podijeliti u umjetničke aspiracije književnih adaptacija kao što su Doušnik (1935.) Seana O'Caseyja i Dugo putovanje kući (1940.) Eugenea O'Neilla, te komercijalne "filmove popularnog žanra" kao što su gangsterski trileri. William Siska tvrdi da se talijanski neorealistički filmovi iz sredine i kraja četrdesetih kao što su Rim, otvoreni grad (1945.), Paisa (1946.) i Kradljivci bicikla mogu smatrati još jednim "samosvjesnim art film pokretom".
Krajem četrdesetih, percepcija američke publike da su talijanski neorealistički i drugi ozbiljni europski filmovi drugačiji od hollywoodskih mainstream filmova ojačana je razvojem "arthouse kina" u većim američkim gradovima i kampusima. Nakon Drugog svjetskog rata, "...sve veći dio američke filmske publike bio je umoran od hollywoodskih mainstream filmova", te je htio otići u novostvorena art film kina da vidi "...alternative filmovima koji se prikazuju u kinima na glavnoj ulici". Filmovi prikazani u tim art kinima uključivali su "... britanske, strane i nezavisne američke filmove, kao i dokumentarce i ponovna prikazivanja hollywoodskih klasika." Filmovi kao što su Rossellinijev Rim, otvoreni grad i Mackendrickov Viskija napretek!, Kradljivci bicikla i Crvene cipelice prikazivani su imućnijoj američkoj publici.
Izraz "art film" puno je rašireniji u Sjedinjenim Državama nego u Europi. U SAD-u, pojam se često definira vrlo široko, kako bi uključio filmove na stranom jeziku (neengleske), "autorske" filmove, nezavisne filmove, eksperimentalne filmove, dokumentarce i kratke filmove. U šezdesetima "art film" je postao eufemizam u SAD-u za sadržajne talijanske i francuske B-filmove. U sedamdesetima pojam se koristio za opis seksualno eksplicitnih europskih filmova s umjetničkim strukturama kao što je Ja sam znatiželjna!. U SAD-u, pojam "art film" se ponekad koristi vrlo slobodno kako bi se referirao na široki spektar filmova prikazanih u repertoarnim kinima ili "arthouse kinima". S tim pristupom, u rubriku "art filma" spada široki spektar filmova, kao što su Hitchcockovi filmovi iz šezdesetih, eksperimentalni underground filmovi iz sedamdesetih, europski autorski filmovi iz osamdesetih i američki "nezavisni" filmovi iz devedesetih.
U osamdesetima i devedesetima, pojam se u SAD-u često miješa s "nezavisnim filmom", koji dijeli iste stilističke crte s "art filmom". Kompanije kao što je Miramax Films distribuirale su nezavisne filmove koje su veliki studiji smatrali financijski neisplativim. Kad su veliki studiji primijetili sve veće zanimanje za nezavisne filmove, stvorili su specijalne odjele posvećene ne-mainstream ostvarenjima, kao što su Fox Searchlight (dio 20th Century Fox), Focus Features (dio Universala) i Sony Pictures Classics (dio Sony Pictures Entertainment). Filmski kritičari debatirali su mogu li se filmovi iz tih specijalnih odjela uistinu smatrati "nezavisnim filmovima", jer im financijsku pozadinu pružaju veliki studiji.

## Devijacije od filmskih mainstream normi
Povjesničar filma David Bordwell odredio je 1979. akademsku definiciju "art filma" u članku nazvanom The Art Cinema as a Mode of Film Practice, koja art filmove suprotstavlja mainstream filmovima klasičnog Hollywooda. Mainstream filmovi u hollywoodskom stilu koriste jasnu pripovjedačku formu kako bi organizirali film u seriju "...uzročno povezanih događaja koji se odvijaju u prostoru i vremenu", s tim da svaka scena vodi prema cilju. Radnju mainstream filma pokreće jasno definirani protagonist ojačan "...logikom pitanja i odgovora, rutinama rješavanja problema, (i) strukturama radnje." Film onda biva povezan s brzim ritmom, glazbenim podlogama kako bi izazvao željene emocije kod publike, i čvrstom, neprimjetnom montažom. Mainstream filmovi teže tome da koriste malu paletu uobičajenih, općenitih slika, priča, verbalnih izraza i arhetipskih "nepromjenjivih" likova.
U suprotnosti s tim, Bordwell kaže da "...naraciju art filma pokreću dva principa: realizam i autorska ekspresivnost." Art filmovi razlikuju se od mainstream, "klasičnih" normi stvaranja filma po tome da se više bave epizodnim narativnim strukturama s "...olabavljenjem lanca uzroka i posljedice". Osim toga, art filmovi često se bave unutarnjom dramom koja se odvija u junakovoj psihi, kao što su psihološki problemi identiteta pojedinca, seksualni ili društveni problemi, moralne dvojbe ili osobne krize.
Mainstream filmovi također se bave moralnim dvojbama ili krizom identiteta, ali se ti problemi obično rješavaju na kraju filma. U art filmovima, dvojbe se obično dvojbe se istražuju na ozbiljan način, ali obično bez jasnog rješenja na kraju filma. Protagonisti u art filmovima često se suočavaju sa sumnjom, neskladom ili otuđenjem, a art filmovi često prikazuju njihov unutarnji dijalog misli, sekvence snova i fantazije. U nekim art filmovima, redatelj koristi prikaz apsurda ili naizgled besmislenih poteza kako bi izrazio filozofsko gledište kao što je egzistencijalizam.
Priča u art filmu često ima sekundarnu ulogu u razvoju lika i istraživanje ideja kroz duge sekvence dijaloga. Ako art film ima priču, to je obično besciljna sekvenca nejasno definiranih ili dvoznačnih epizoda. U filmu mogu postojati neobjašnjene pukotine, namjerno nejasne sekvence, ili nebitnih sekvenci koje nisu povezane s prethodnim scenama, što tjera gledatelja da subjektivno interpretira poruku filma. Art filmovi "...nose znakove jedinstvenog vizualnog stila" i autorskog pristupa redatelja. Art film često odbija pružiti "...čitljiv zaključak", nego umjesto toga pred gledatelja stavlja zadatak da razmišlja o tome "...kako je priča ispričana? Zašto ispričati priču na taj način?"
Bordwell tvrdi da je "sama art kinematografija [filmski] žanr, s vlastitim jedinstvenim konvencijama." Teoretičar filma Robert Stam isto tako tvrdi da je "art film" filmski žanr. Tvrdi da se film smatra art filmom na temelju umjetničkog statusa, na isti način na koji se filmski žanrovi mogu bazirati na aspektima filmova kao što su budžeti (blockbusteri ili B-filmovi) ili njihove zvijezde (filmovi Freda Astairea).

## Kronologija poznatih filmova
Sljedeći popis je mali, djelomični uzorak filmova s "art film" kvalitetama, sastavljen kako bi dao općenito značenje za koje se redatelje i filmove smatra kako imaju "art film" karakteristike. Filmovi na ovom popisu demonstriraju jednu ili više karakteristika art filmova: ozbiljni, nekomercijalni ili nezavisno snimljeni filmovi koji nisu namijenjeni širokoj publici. Neki od filmova s ovog popisa smatraju se i "autorskima", nezavisnim ili eksperimentalnim filmovima. U nekim slučajevima, kritičari se ne slažu oko toga je li film mainstream ili ne. Na primjer, dok neki kritičari Moj privatni Idaho (1991.) Gusa Van Santa nazivaju "vježbom filmskog eksperimentiranja" "visoke umjetničke kvalitete", Washington Post ga je nazvao ambicioznim mainstream filmom.
Neki filmovi na ovom popisu imaju takve karakteristike; drugi filmovi su komercijalno producirani od strane mainstream studija koji bez obzira na to nose obilježja redateljskog "autorskog" stila, ili imaju eksperimentalni karakter. Filmovi na ovom popisu poznati su ili jer su osvojili glavne nagrade ili pobrali kritičke pohvale od utjecajnih filmskih kritičara ili su uveli inovativne narativne ili redateljske tehnike.

### 1920-e - 1940-e
U dvadesetima i tridesetima, redatelji nisu snimali "art filmove", a filmski kritičari nisu koristili pojam "art film". Međutim, bilo je filmova koji su imali razrađenije estetske ciljeve, kao što je nijemi film Stradanje Ivane Orleanske (1928.) Theodora Dreyera i nadrealni filmovi kao što su Andaluzijski pas (1929.) i Zlatno doba (1930.) Luisa Buñuela. Neke od ovih filmova financirali su bogati pojedinci, a ne kompanije. Krajem četrdesetih, britanski redatelj Michael Powell i Emeric Pressburger snimili su Crvene cipelice (1948.), film o baletu koji je odudarao o mainstream žanra te ere.

### 1950-e
U pedesetima, neki od najpoznatijih filmova s umjetničkim senzibilitetom bili su Cabirijine noći (1957.) Federica Fellinija, koji govori o neuspjelim pokušajima prostitutke da pronađe ljubav i njenim patnjama i odbijanjima, te Divlje jagode (1957.) Ingmara Bergmana, čija se priča odnosi na postarijeg liječnika i profesora čije noćne more ga tjeraju na preispita svoj život; i 400 udaraca Francoisa Truffauta. U Poljskoj je nakon Hruščovljeva preuzimanja vlasti došlo do olakšanja u pogledu kulturne politike, a produkcije kao što su Generacija, Kanal, Pepeo i dijamanti, Lotna (1954. – 1959.), redatelja Andrzeja Wajde, prikazale su stil Poljske škole filma.
U Indiji je postojao art film pokret u bengalskoj kinematografiji. Najutjecajniji redatelj ovog pokreta bio je Satyajit Ray. Njegovi najslavniji filmovi bili su Apu trilogija (1955. – 1959.), koja govori o odrastanju siromašnog dječaka sa sela. Dva rala zemlje (1953.) Bimala Roya je priča o farmeru tijekom opće gladi u Bengalu. U bengalski filmski pokret ubrajaju se i Mrinal Sen i Ritwik Ghatak.
Japanski redatelji producirali su brojne filmove koji su rušili konvencije. Rašomon (1950.) Akira Kurosave, prvi japanski film koji se naveliko prikazivao na Zapadu, opisuje četiri kontadiktorne priče četvorice svjedoka o silovanju i ubojstvu. Kurosava je 1952. režirao Živjeti, film o tokijskom birokratu koji traži smisao života. Drugi japanski filmovi iz ove ere uključuju Tokijsku priču (1953.) Jasujiroa Ozua, Nobi (1959.) Kona Ichikave, te Ugetsu (1953.) i Sansho the Bailiff (1954.) Kenjija Mizoguchija.

### 1960-e
Rane šezdesete obilježne su izlaskom mnogih revolucionarnih filmova. Do posljednjeg daha (1960.) Jean-Luc Godarda koristio je inovativne vizualne i montažne tehnike kao što su brzi rezovi i kamera iz ruke. U Italiji, Michelangelo Antonioni je pomogao revolucionalizirati art filmove, s filmovima kao što su Noć (1961.), kompleksna obrada propalog braka koji se bavio s problemima kao što su anomija i sterilnost; Pomračenje (1962.), o mladoj ženi koja ne može uspostaviti stabilnu vezu s dečkom zbog svoje materijalističke prirode; Crvena pustinja (1964.), njegov prvi film u boji, koji se bavi temom prilagodbe modernom svijetu; i Uvećanje (1966.), Antonionijev prvi film na engleskom, koji obrađuje probleme percepcije i stvarnosti dok prati pokušaj mladog fotografa da otkrije je li uistinu snimio ubojstvo.
Slatki život (1960.) Federica Fellinija prikazuje slijed noći i zora u Rimu kojima svjedoči cinični novinar. 1963. je snimio 8½, istraživanje kreativnih, bračnih i duhovnih poteškoća snimljenih u raskošnoj crno bijeloj tehnici od strane snimatelja Giannija de Venanza. Last Year at Marienbad iz 1961. redatelja Alaina Resnaisa propituje percepciju i stvarnost, koristeći pružne kadrove koji su postali naširoko utjecajni.
Sretno, Baltazar (1966.) Roberta Bressona poznat je po svojem naturalističkom, eliptičnom stilu. Ljepotica dana (1967.) Luisa Bunuela šokirala je publiku mazohističkim fantazijama o bičevanju i vezivanju. Na kraju desetljeća, 2001: Odiseja u svemiru (1968.) Stanleyja Kubricka je zadivila publiku znanstvenim realizmom, pionirskim korištenjem specijalnih efekata i neobičnom slikovitošću. U sovjetskoj Armeniji, Boja mogranja Sergeja Parajanova zabranjena je od sovjetskih vlasti, dugo je bila nedostupna i na zapadu, bila je hvaljena od strane Mikhaila Vartanova kao "revolucionarno djelo", a početkom osamdesetih francuski filmski magazin Cahiers du cinéma uvrstio ga je među deset najboljih filmova. U Iranu, Krava (1969.) Dariusha Mehrjuija, o čovjeku koji poludi nakon smrt voljene krave, potaknula je novi val u i iranskoj kinematografiji.

### 1970-e
Početkom sedamdesetih, redatelji su šokirali publiku nasilnim filmovima kao što je brutalno istraživanje futurističkih mladih bandi Stanleyja Kubricka u Paklenoj naranči (1971.) te seksualnom eksplicitnošću i kontroverznim filmovima kao što je Posljednji tango u Parizu (1972.) Bernarda Bertoluccija. Bez obzira na to, drugi redatelji su snimali introspektivnije filmove, kao što je Solaris (1972.) Andreja Tarkovskog, meditativni SF film navodno zamišljen kao sovjetski odgovor na 2001, iako su redateljeve veze sa sovjetskim vlastima rijetko bile na visini. Tarkovski je 1975. snimio koji je zaradio pohvale kritike na drugoj strani svijeta, Zrcalo. Terrence Malick, koji je režirao Badlands (1973.) i Dane raja (1978.) dijelio je mnoge crte s Tarkovskim, kao što su njegovi dugi, spori kadrovi prirodne ljepote, evokativni prizori i poetski narativni stil.
Još jedan art film iz sedamdesetih bio je povratak isticanju bizarnih likova i prizora, koji vrve u izmučenom, opsjednutom naslovnom liku u filmu Aguirre, gnjev Božji (1973.) njemačkog redatelja Wernera Herzoga, te u kult filmovima kao što je psihodelična Sveta planina (1973.) Alejandra Jodorowskog o patuljku i alkemičaru bez ruku i nogu koji traže mitski Otok Lotus. Film Taksist (1976.) Martina Scorsesea nadovezuje se na teme koje je otvorila Paklena naranča: otuđeno stanovništvo koje živi u nasilnom, dekadentnom društvu. Sirovo nasilje i kipući bijes Scorseseova filma u kontrastu je s nadrealnim Korisnicima (1977.) Davida Lyncha.

### 1980-e
Redatelj Martin Scorsese šokirao je 1980. publiku koja je postala naviknuta na eskapističke putolovne blockbustere Stevena Spielberga i Georgea Lucasa sirovim, oporim realizmom svoga filma Razjareni bik. Robert De Niro podvrgnuo je svoju metodičnu glumu do ekstrema kako bi portretirao boksača koji lagano propada od mladog borca za nagrade do pretilog i propalog vlasnika noćnog kluba.
Drugi redatelji su u osamdesetima izabrali intelektualniji pristup, obrađujući filozoske teme. Japanski redatelj Akira Kurosava koristio se realizmom kako bi prikazao brutalno, krvavo nasilje u ratovima samuraja iz 16. stoljeća u filmu Kaos (1985.), koji prati priču Kralja Leara; Shakespeare je često bio predložak za art film. Čovjek od željeza (1981.) Andrzeja Wajde je kritika poljske komunističke vlade koji je 1981. osvojio Zlatnu palmu na Filmskom festivalu u Cannesu. Drugi poljski redatelj, Krzysztof Kieślowski snimio je 1988. za televiziju Dekalog, uglavnom melankolični filmski serijal koji se bavi etičkim problemima i moralnim dvojbama. Dva od ovih filmova objavljena su u kinima kao Kratka priča o ljubavi i Kratka priča o ubijanju. Kieślowski nije bio jedini redatelj koji je prekoračio granicu između filma i televizije: Ingmar Bergman snimio je Fanny i Alexander (1982.), koji je dugo vremena smatran njegovim oproštajem od filma, a koji je prikazan na televiziji u produženoj petosatnoj verziji. U međuvremenu, u Ujedinjenom Kraljevstvu, Channel 4, novi televizijski kanal, financirao je u cijelosti ili djelomično mnoge filmove objavljene u kinima preko svoje podružnice Film 4 Productions.
Drugi pristup koji su redatelji koristili u osamdesetima bio je stvoriti bizarne, nadrealne drugačije svjetove. U sitne sate (1985.) Martina Scorsesea je humorni triler koji opisuje zbunjujuće pustolovine čovjeka u nadrealnom noćnom svijetu koji se slučajno susreće s gomilom misterioznih likova. Plavi baršun (1986.) Davida Lyncha (1986.) je triler u film noir stilu ispunjen simbolizmom i metaforama o polariziranim svjetovima i uvrnutim likovima koji su skriveni u naizgled podzemni svijet malog grada. Kuhar, lopov, njegova žena i njezin ljubavnik (1989.) Petera Greenwaya je neobična fantastična crna komedija o kanibalizmu i esktremnom nasilju s intelektualnom temom: kritikom 'elitne kulture' u tačerijanskoj Britaniji.

### 1990-e
U devedesetima neki su redatelji osmišljavali bizarne, nadrealne svjetove, kao što je to u osamdesetima bio slučaj s filmovima Plavi baršun i Kuhar, lopov, njegova žena i njezin ljubavnik. Snovi Akira Kurosave iz 1990. prikazuju njegova maštovita sanjarenja u seriji vinjeta koje idu od idiličnih pastoralnih seoskih krajolika do užasnih vizija demona i poharanog krajolika nakon nuklearnog rata. 1991. je Barton Fink braće Coen osvojio Zlatnu palmu na Filmskom festivalu u Cannesu. Bila je to zagonetna priča o piscu koji se susreće s nizom bizarnih likova uključujući alkoholičara romanopisca i serijskog ubojicu. Izgubljena autocesta iz 1997. je psihološki triler Davida Lyncha koji isražuje fantastične svjetove, bizarne transformacije vremena i prostora i živčane slomove koristeći nadrealne prizore.
Drugi redatelji devedesetih su obrađivali filozofske teme kao što su identitet, šansa, smrt i egzistencijalizam. Filmovi Moj privatni Idaho i Chungking Express obrađivali su teme identiteta. Moj privatni Idaho (1991.) Gusa Van Santa je nezavisni film ceste o dvojici mladih uličnih prevaranata koji obrađuje teme potrage za domom i identitetom. Nazvan je "najvišim dostignućem nezavisnog filma u devedesetima", "odlučnim, poetskim premišljanjem" i "vježbom filmskog eksperimentiranja" "visoke umjetničke kvalitete". Chunking Express (1994.) Wong Kar-waija obrađuje teme identiteta, otuđenja, usamljenosti i izolacije u "metaforičnoj betonskoj džungli" modernog Hong Konga. Film koristi vizualni stil za koji se može reći kako je pod utjecajem glazbenih spotova, a dijeli neke sličnosti s Francuskim novim valom. Iako ga je Britanski filmski institut nazvao jednim od najboljih azijskih filmova suvremene kinemtografije, smatra se kako je film za filmofile, jer je "većim dijelom mozgovno iskustvo" u kojem ćete uživati "jer poznajete film."
Nekoliko filmova iz 1990-ih je istraživalo egzistencijalističke teme povezane sa životom, slučajnošću i smrti. Kratki rezovi (1993.) Roberta Altmana obrađuju temu slučajnosti, smrti i nevjere prateći deset paralelnih i isprepletenih priča. Film je osvojio Zlatnog lava i Volpi Cup na Venecijanskom filmskom festivalu. Trilogija Tri boje (1993. – 1994.) Krzysztofa Kieslowskog, njegovi posljednji filmovi, koje je napisao s Krzysztofom Piesiewiczom, nazvani su istraživanjem "...drskih duhovnih i egzistencijalnih tema" koje je stvorilo "istinsko transcedentalno iskustvo".
Ciklus Cremaster (1994. – 2002.) Matthewa Barneyja je ciklus od pet simboličnih, alegoričnih filmova koji stvaraju samoobuhvatni estetski sustav koji pomaže pri istraživanju stvaralačkog procesa. Filmovi su ispunjeni aluzijama na reproduktivne organe i seksualni razvoj, a koriste narativne modele preuzete iz biografije, mitologije i geologije. Okus trešnje (1997.) Abbasa Kiarostamija govori o čovjeku koji pokušava unajmiti osobu da ga pokopa nakon što se on ubije. Film je, sniman u minimalističkom stilu, s dugim prizorima, osvojio Zlatnu palmu na Filmskom festivalu u Cannesu.
Neki od filmova iz devedesetih kombinirali su nadrealnu vizualnu atmosferu s istraživanjem filozofskih tema. Dvostruki Veronikin život (1991.) je drama o temi identiteta i politička alegorija o podjeli na Istok i Zapad u Europi koja uključuje stiliziranu fotografiju, nadzemaljsku atmosferu i neobjašnjive nadrealne elemente. Pi (1998.) Darrena Aronofskyja je snovima sličan "...nevjerojatno kompleksan i dvoznačan film ispunjen nevjerojatnim stilom i sadržajem" o "potrazi za mirom" paranoičnog matematičkog genija. Film stvara "...jezovit svijet sličan Korisnicima" inspiriran Davidom Lynchom.

### 2000-e
Brojni filmovi iz 2000-ih s art film kvalitetama poznati su po inovativnim redateljskim ili montažnim tehnikama. Memento (2000.) je psihološki triler Christophera Nolana koji govori o čovjeku koji pati od kratkotrajnog gubitka pamćenja. Film je tako montiran da se radnja otkriva unatrag u desetominutnim razmacima, simulirajući na taj način stanje gubitka pamćenja. Vječni sjaj nepobjedivog uma (2004.) je romantični film Michela Gondryja o čovjeku koji angažira kompaniju da mu izbriše sjećanje na lošu vezu. Film je koristio cijeli niz kamermanskih tehnika i specijalnih efekata kako bi prikazao destrukciju čovjekova sjećanja i njegovu tranziciju od jednog sjećanja na drugo.
Timecode (2000.), film redatelja Mikea Figgisa, koristi podijeljeni ekran kako bi pokazao stalne 90-minutne scene koje prate četiri priče. Ruska arka (2002.) Aleksandra Sokurova odveo je Figgisovu tehniku još dalje; poznat je po tome što je prvi film snimljen u jednom nemontiranom kadru.
Nekoliko filmova iz ove ere se bavilo temom amnezije ili memorije, ali za razliku od Mementa, koristili su narativne tehnike, a ne redateljske i montažne metode. Mulholland Drive (2001.) Davida Lyncha govori o mladoj ženi koja se preseli u Hollywood i otkrije da u njezinoj kući živi žena koja pati od amnezije. Oldboy (2003.) Park Chan-wooka je priča o čovjeku zarobljenom 15 godina od strane misterioznog i brutalnog otmičara koji nakon naprasnog puštanja mora povratiti stara sjećanja. Peppermint Candy (2000.) Lee Chang-donga počinje sa samoubojstvom muškog protagonista, a tada koristi obrnutu kronologiju (kao Memento) kako bi prikazao događaje iz posljednjih 20 godina koji su doveli čovjeka do toga da se ubije.
Walking Life (2001.), animirani film redatelja Richarda Linklatera koristi inovativnu digitalnu rotoskop tehniku kako bi prikazao mladića zarobljenog u snu. Pet godina kasnije, Linklater je objavio SF film Replikant (2006.), koji je također animiran rotoskopom.